# Natação nos Jogos Pan-Americanos de 2015 - 1500 m livre masculino
As competições dos 1500 metros livre masculino da natação nos Jogos Pan-Americanos de 2015 foram realizadas em 18 de julho no Centro Aquático CIBC Pan e Parapan-Americano, em Toronto.

## Calendário
Horário local (UTC-4).
| Data        | Horário | Fase      |
| ----------- | ------- | --------- |
| 18 de julho | 10:39   | Final 1-2 |
| 18 de julho | 20:08   | Final 3   |

## Medalhistas
| Ouro   | CAN Ryan Cochrane    |
| Prata  | USA Andrew Gemmell   |
| Bronze | BRA Brandonn Almeida |

## Recordes
Antes desta competição, os recordes mundiais e pan-americanos da prova eram os seguintes:
| Tipo                             | Atleta            | Tempo    | Local          | Data                 |
| -------------------------------- | ----------------- | -------- | -------------- | -------------------- |
|                                  | CHN Sun Yang      | 14m31s02 | Londres        | 14 de agosto de 2012 |
| Recorde dos Jogos Pan-Americanos | USA Chip Peterson | 15m12s33 | Rio de Janeiro | 21 de julho de 2007  |

## Resultados

### Final
A final foi realizada em 18 de julho. 
| Pos.              | Bateria | Raia | Nadador             | Nacionalidade      | Tempo      | Notas                            |
| ----------------- | ------- | ---- | ------------------- | ------------------ | ---------- | -------------------------------- |
| Medalha de ouro   | 3       | 4    | Ryan Cochrane       | CAN Canadá         | 15:06.40   | Recorde dos Jogos Pan-Americanos |
| Medalha de prata  | 3       | 5    | Andrew Gemmell      | USA Estados Unidos | 15:09.92   |                                  |
| Medalha de bronze | 3       | 3    | Brandonn Almeida    | BRA Brasil         | 15:11.70   | Recorde nacional                 |
| 4                 | 3       | 1    | Marcelo Acosta      | ESA El Salvador    | 15:16.26   |                                  |
| 5                 | 3       | 6    | Nelson Maitland     | CAN Canadá         | 15:16.35   |                                  |
| 6                 | 3       | 2    | Ryan Feeley         | USA Estados Unidos | 15:19.99   |                                  |
| 7                 | 3       | 7    | Lucas Kanieski      | BRA Brasil         | 15:23.91   |                                  |
| 8                 | 3       | 8    | Mateo de Angulo     | COL Colômbia       | 15:24.27   |                                  |
| 9                 | 2       | 6    | Ricardo Vargas      | MEX México         | 15:27.23   |                                  |
| 10                | 2       | 4    | Alejandro Gomez     | VEN Venezuela      | 15:27.30   |                                  |
| 11                | 2       | 2    | Arturo Perez Vertti | MEX México         | 15:42.39   |                                  |
| 12                | 1       | 3    | Tomas Peribonio     | ECU Equador        | 15:43.36   |                                  |
| 13                | 2       | 5    | Martin Naidich      | ARG Argentina      | 15:46.99   |                                  |
| 14                | 2       | 7    | Christian Bayo      | PUR Porto Rico     | 15:49.47   |                                  |
| 15                | 2       | 3    | Andy Arteta         | VEN Venezuela      | 15:56.57   |                                  |
| 16                | 1       | 4    | Felipe Tapia        | CHI Chile          | 16:08.48   |                                  |
| 17                | 1       | 5    | Gustavo Gutierrez   | PER Peru           | 16:08.75   |                                  |
| 18                | 2       | 1    | Yeziel Morales      | PUR Porto Rico     | 99:99.99 ! | DNS                              |

Legenda
| Recorde mundial                  | Recorde mundial (World record)               |                       | Recorde africano                      | Recorde africano (African) |                                           | Q | Classificado por posição (Qualified) |
| Recorde dos Jogos Pan-Americanos | Recorde pan-americano (Pan-American record)  | Recorde da América    | Recorde da América (Americas)         | q                          | Classificado por melhor tempo (Qualified) |   |                                      |
| Melhor marca do ano              | Melhor marca do ano (World leading)          | Recorde asiático      | Recorde asiático (Asian)              | DNS                        | Não largou (Did not start)                |   |                                      |
| Recorde nacional                 | Recorde nacional (National record)           | Recorde europeu       | Recorde europeu (European)            | DNF                        | Não terminou (Did not finish)             |   |                                      |
| Recorde pessoal                  | Recorde pessoal do atleta (Personal best)    | Recorde da Oceania    | Recorde da Oceania (Oceania)          | DSQ / DQ                   | Desclassificado (Disqualified)            |   |                                      |
| Recorde da temporada             | Recorde da temporada do atleta (Season best) | Recorde sul-americano | Recorde sul-americano (South America) | NM                         | Sem marca (No mark)                       |   |                                      |